# Paraulota

Caricatura còmica convencional en què les paraulotes es representen amb símbols

Una paraulota o paraula gruixuda és un mot que hom considera indecorós, groller, o incorrecte. Què constitueix una paraulota i què no, és una convenció cultural i només pot ser definit dins del nivell èmic de les ciències socials. Generalment, s'utilitzen en el llenguatge groller expressions sobre allò que en la societat és sagrat (religió, família) o sobre allò que es consideri tabú (sexe, parts del cos, escatologia), o bé expressions que exacerbin descripcions personals (insults). Aquestes paraulotes poden ser usats com a insults envers altres persones (o altres essers vius, o coses), o com a bromes, o poden ser renecs, és a dir, interjeccions considerades grolleres usades de moltes diferents maneres, que originalment sovint eren blasfèmies.

## Introducció
En moltes societats, tot i que les paraulotes es consideren inadequades, és freqüent que en certs contextos siguin molt usades i no siguin sempre rebutjades, especialment com a interjeccions que expressen menyspreu o enuig.
Allò que en uns contextos socials pot estar associat a estigmatització, en d'altres pot tenir un prestigi encobert entre certs grups socials. Aquest és el cas del llenguatge groller entre els homes joves en moltes societats occidentals, en què el llenguatge groller està associat a actituds masclistes promogudes pel grup en contextos restringits.
En les societats occidentals, el llenguatge groller és més sovint usat per homes que per dones.
Als Països Catalans, en realitat, les paraulotes son molt acceptades i comunes, tant de boca d'homes com de dones.
A causa del fet que la societat considera que no està ben vist que els nens emprin aquests termes, hom els amenaça de castigar-los "rentant-los la boca amb aigua i sabó" si arriben a dir alguna paraulota.
A més d'aquests factors sociolingüístics, les paraulotes es caracteritzen per un alt grau de convencionalisme sobre allò que constitueix i què no una paraulota. Les paraulotes canvien de significat d'un país a un altre, o fins i tot d'una regió a una altra del mateix país. Es pot donar el cas que una paraula sigui considerada malsonant o inadequada en un dialecte però no en un altre.
Històricament, també es registren canvis en les convencions, que reflecteixen canvis sociològics; així a l'Anglaterra de l'època victoriana per exemple, hom considerava inadequat l'ús de la paraula leg ('pota, cama'), fins i tot per referir-se la pota de la taula. En castellà, durant molts anys esmentar el nom de Déu o de la Mare de Déu es considerava irreverent, basant-se en el segon manament, i d'aquí la creació de noms amb advocacions a aquestes figures religioses (Salvador, Pilar, Socorro, etc.). Avui dia dir-se Jesús o Maria és molt comú, però el nom Jesús no és usat entre els protestants. En noruec, l'expressió Herregud! (Déu meu!) encara és considerada tabú per alguns grups religiosos, mentre que la mateixa variant en altres llengües ha passat a ser d'ús corrent.

## Formes de llenguatge groller

### Insult
Moltes paraules grolleres s'utilitzen com a insults per a menysprear o ofendre una persona. Entre moltes d'altres, s'utilitzen paraules malsonants en referència a l'ètnia, aparença física, religió, orientació sexual, gentilici, personalitat, etcètera.

### Joc de paraules
El joc de paraules és un tipus de joc lingüístic o paronomàsia que, de vegades, es considera part del llenguatge groller. Es basa en l'ús d'un o diversos vocables amb un doble sentit en el seu significat. La major part impliquen connotacions sexuals.

### Èmfasi
Moltes d'aquestes paraules s'usen de manera que una queixa o expressió tingui un poder d'emissió més fort. Per exemple: "El peu em fa molt de mal" és una frase normal, mentre que amb una paraula grollera: "El peu em fa molt de mal, collons", s'entén que el dolor és més fort que de costum.